# Tormásliget
Tormásliget är en ort i Ungern.   Den ligger i provinsen Vas, i den västra delen av landet, 170 km väster om huvudstaden Budapest. Tormásliget ligger 178 meter över havet och antalet invånare är 344.
Terrängen runt Tormásliget är platt, och sluttar österut. Runt Tormásliget är det ganska glesbefolkat, med 32 invånare per kvadratkilometer. Närmaste större samhälle är Kőszeg, 18,3 km väster om Tormásliget. Trakten runt Tormásliget består till största delen av jordbruksmark.